# Bekele Debele
Bekele Debele (* 12. März 1963) ist ein ehemaliger äthiopischer Langstreckenläufer.
Kurz nach seinem 20. Geburtstag überraschte er die Weltelite, als er bei den Crosslauf-Weltmeisterschaften 1983  in Gateshead den Titel gewann. Es war die knappste Entscheidung in der Geschichte dieses Wettkampfs, da der Portugiese Carlos Lopes auf dem zweiten und der Kenianer Some Muge auf dem dritten Platz mit derselben Zeit wie der Sieger registriert wurden.
Im selben Jahr wurde er beim 10.000-Meter-Lauf der Weltmeisterschaften in Helsinki Zehnter. Im Vorlauf stellte er mit 27:49,30 min seine persönliche Bestzeit auf. 
1984 war er bei den Crosslauf-Weltmeisterschaften in East Rutherford als Achter der beste seines Teams, das wie im Vorjahr Gold gewann. Der Boykott seines Landes verhinderte eine Teilnahme an den Olympischen Spielen in Los Angeles. Bei den Druschba-Spielen in Moskau, die für die boykottierenden Länder anberaumt wurden, wurde er über 10.000 Meter Dritter.
In den beiden folgenden Jahren wurde er bei den Crosslauf-Weltmeisterschaften jeweils Vierter und gewann mit dem äthiopischen Team 1985 in Lissabon Gold und 1986 in Colombier NE Silber. 1987 in Warschau kam er auf den 45. Platz und holte mit der Mannschaft Bronze. Ebenfalls Bronze für das Team gab es 1989 in Stavanger, wo er Rang 13 belegte.